# Warszawa, ja i ty
Warszawa, ja i ty – utwór nagrany przez Adama Wysockiego i wydany jako singiel przez wytwórnię Muza, wówczas Zakłady Fonograficzne w Warszawie (Muza).
Melodia skomponowana została przez Jerzego Haralda, a słowa ułożył Ludwik Starski. Piosenka powstała do filmu Skarb z 1948 (reż. Leonarda Buczkowskiego). Inną piosenką z tego filmu był utwór „Jest taki jeden skarb”, także kompozycja Haralda, ale do słów Jerzego Jurandota. Tę piosenkę, również w wykonaniu Adama Wysockiego, umieszczono na stronie B płyty. Zespołem, który towarzyszył Wysockiemu w obu nagraniach, była Orkiestra Salonowa pod dyrekcją Konrada Bryzka.
Obie piosenki w filmie wykonywane są przez tercet wokalny Siostry Do Re Mi (wokalnie, bo na taśmie filmowej zarejestrowano występ innego tercetu – Nastroje).
Szelakowa, 10-calowa, odtwarzana z prędkością 78 obr./min płyta ukazała się w 1948, wydana przez Muzę z numerem katalogowym 1131 (matryce nr Wa 408-2 i Wa 409-2).

## Muzycy
- Adam Wysocki – śpiew
- Orkiestra Salonowa pod dyrekcją Konrada Bryzka

## Lista utworów
Strona A
1. „Warszawa, ja i ty” – fokstrot 2:49

Strona B
1. „Jest taki jeden skarb” – slow-fox 3:01